# Vitalie Advahov
Vitalie Advahov (n. 18 ianuarie 1978, Cahul, Republica Moldova) este un muzician din Republica Moldova.
Activitatea sa de bază este solist instrumentist acordeonist, dirijor, aranjor și interpret de muzică populară și clasică.

## Biografie
Vitalie Advahov s-a născut pe 18 ianuarie 1978 în Cahul, Republica Moldova, în familia lui Vasile și a Agafiei Advahov tatăl fiind din Gotesti,iar mama din Cârpești raionul Cantemir.Și-a urmat studiile muzicale la Liceul „Ciprian Porumbescu”, apoi a urmat Academia de Muzică, Teatru și Arte Platice „Gavriil Musicescu”. 
În prezent este director artistic al orchestrei de muzică populară,,Fratii Advahov din cadrul Direcției Cultură a municipiului Chișinău, Republica Moldova 

### Anii Copilăriei
Vitalie Advahov s-a născut in familia lui Vasile si a Agafiei Advahov. Ambii părinți erau profesori la Școala Pedagogică din Cahul.Primul sau instrument este un acordeon pe care îl are și astăzi. Când avea un an, tata se pregătea pentru examene la Institutul de Arte. A lăsat acordeonul pe scaun, iar Vitalie fiind copil de un an, jucându-se, i-a băgat înăuntru câțiva bași de la partea stângă a acordeonul.Când tata a luat-o pe mama la întrebări despre ce s-a întâmplat,Vitalie a arătat ce și cum a făcut.
Atunci tata a înțeles că Vitalie o să fie acordeonist.

### Educatie
- 1987-1996: Liceul Muzical "Ciprian Porumbescu"
- 1996-2001: Academia de Muzică, Teatru și Arte Plastice, catedra Instrumente populare (acordeon si dirijat)

### Titluri Deținute
- în 2007 i s-a conferit titlul de ,,Maestru în Artă,,

- în 2016 i s-a conferit titlul de ,,Artist al Poporului,,
- în 2022 i s-a conferit ,,Ordinul de onoare,,

## Discografie
- 2005 ”Lume nu ma judeca” cu Zinaida Julea si taraful fraților Advahov
- 2021 ,,La portile dorului,, acordeon solo Vitalie Advahov